# Márkus István (szociográfus)
Márkus István (Budapest, 1920. szeptember 9. – Budapest, 1997. október 21.) magyar szociográfus, kritikus, szerkesztő.

## Életútja
1945-től a Szabad Szó és a Valóság szerkesztője. 1948-ban bekerült a Közgazdasági Egyetemre tanársegédnek, három évig ott tanított, 1951-52-ben bebörtönözték, szabadulása után 1953-ban nem kapott állást. Az 1956-os forradalomban való részvétele miatt 1957-1961 közt ismét börtönbe került, eredetileg 10 év börtönre ítélték, amnesztiával szabadult. A forradalom bukása után Márkus István már előzetes letartóztatásban volt, amikor az Írószövetség részéről vallomást kellett tennie a fő vádlottak Nagy Imre és társai 1956-os forradalomban és szabadságharcban betöltött szerepéről.
Szabadulása után Sarkadi Imréről írt egy cikket a Kortárs című irodalmi folyóirat 1962-es évfolyamába, ez a cikk egy nagy vitát indított az irodalmárok körében, sokan részt vettek a disputában, köztük Gondos Ernő, B. Nagy László, Cseres Tibor (Kortárs, 1962/9. sz.). A továbbiakban főleg ifjúsági írói és szociográfiai munkásságot fejtett ki, a magyar valóságot vizsgálta gazdasági, politikai és szociálpszichológiai szempontból. 1983-ban a szociológiai tudományok kandidátusa lett.
A rendszerváltás után közérdeklődésre számot tartó vitákba kapcsolódott be, például „A Replika körkérdései a polgárosodás fogalmáról”, társszerzőkkel: Bácskai Vera, Benda Gyula, Gáspár Gabriella, Gyáni Gábor, Kósa László, Kuczi Tibor, Losonczi Ágnes, Niedermüller Péter, Szakolczai Árpád, Tőkéczki László.

## Kötetei (válogatás)
- „Nyugalmat nem ismerek” : Mihail Vasziljevics Lomonoszov élete. Jászai Ilonával. Budapest : Móra, 1963. 217 p.
- Forradalom és szabadságharc, 1848-49. Budapest : Móra, 1966. 159 p.
- Mit láttam falun : 1945-1966. Budapest : Magvető, 1967. 315 p.
- Mikulás a kenguruk szigetén és más mesék. (Ill. Hegedüs István). Budapest : Móra, 1970. 123 p.
- Kifelé a feudalizmusból : [esszék]. Szépirodalmi Könyvkiadó, [1977]. 390 p.
- Nagykőrös : [szociográfia]. Budapest : Szépirodalmi Könyvkiadó, 1979. 414 p.
- Polgárosodó parasztság : : a magyar társadalomfejlődés egy faluszociológus szemével /[a köt. összeállításában közrem. Benda Gyula. [Budapest] : Dinasztia, cop. 1996. 211 p.
- Hómari (ill. Keresztes Dóra) Móra, 1981.

## Díjak, elismerések
- Déry Tibor-díj (1992)